# Kolekcija jesen 93 – poletje 07
Kolekcija poletje 93 – poletje 07 je kompilacija slovenske rock skupine Zmelkoow, izdana leta 2007 pri založbi KUD Napačen planet. Vsebuje material, ki ga je skupina posnela od jeseni leta 1993 do poletja 2007. Je dvojni album, na dva CD-ja pa je razdeljen glede na tisočletje, v katerem je bil posnet.

## Seznam pesmi
Vse pesmi je napisal Goga Sedmak.
| Prvi CD: To tisočletje 1. »Zdej en dan v srednjem veku« 2. »Suxes 3. »Stipesan aus Japan« 4. »Jaz sem pravi« 5. »Vse najboljše za tvoj rojstni dan« 6. »Rhymer from Rome« 7. »Rimar iz Rima« 8. »Tudi največji frajerji včasih...« 9. »Ljubo doma, mi pa pri Ljubotu« 10. »Batman« 11. »Poredni gosti« 12. »Zavese plešejo« 13. »Franko Frkič« 14. »Ko po« 15. »Depresiven komad« 16. »Šampon univerzal« | Drugi CD: Prejšnje tisočletje 1. »Dragi Dedek Mraz« 2. »Plažna reportaža« 3. »Po srcu poštenjak« 4. »Bit« 5. »Računalnik« 6. »Kompjutor« (remiks) 7. »Patljivci« 8. »Lady Bella« 9. »Dekle je po vodo šlo« 10. »Klub ljudi z resnimi težavami« 11. »Pljuvam skozi okno« (remiks) 12. »Gravitacija« 13. »Napačen planet« 14. »Yo!« 15. »Čau sonček« 16. »Streloowod« |

## Zasedba
Zmelkoow
- Goga Sedmak
- Žare Pavletič
- Aleš Koščak
- Teo Kahrimanović
- Dejan Marković
- Aleksandra Čermelj
- Eva Brajkovič